# آنخیسس
آنخیسس (Anchises) یا آنشیز (به فرانسوی: Anchise) در اسطوره‌های یونان، پسر کاپون و تمیست است.
زئوس، آفرودیته را به عشق او گرفتار کرد. از پیوند آن دو آینیاس به دنیا آمد که رومیان او را جد خود می‌دانستند. پس از سقوط تروا آئنیاس او را بر دوش گرفت و به ایتالیا گریخت.

## پیوند با آفرودیته و تولد آئنیاس

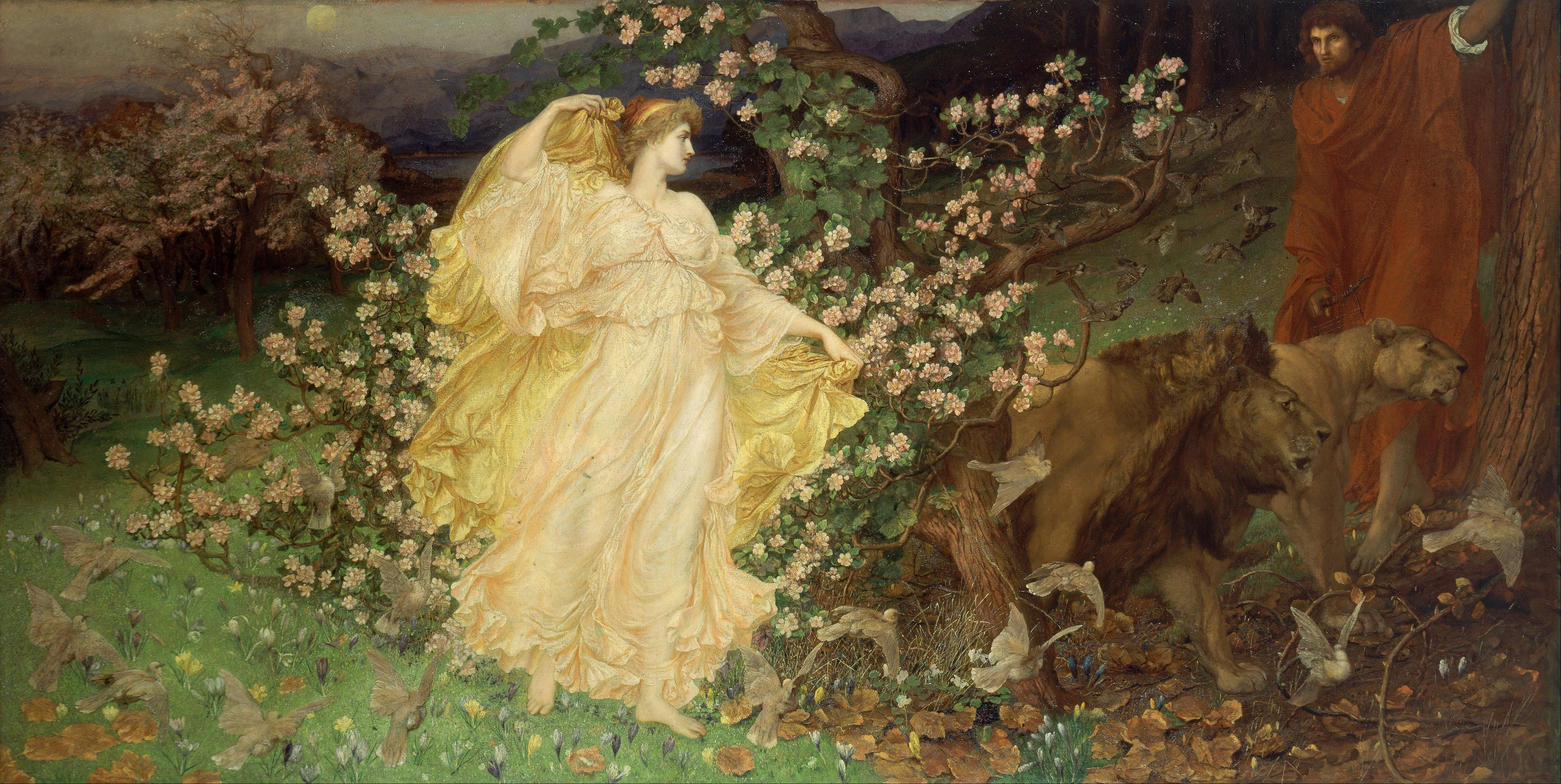
«ونوس و آنخیز» اثر ویلیام بلیک ریچموند (۱۸۸۹ یا ۱۸۹۰).

داستان تولد آئنیاس در سرود هومری ایلیاد چگونگی تأثیر آفرودیت بر روابط عشقی خدایان را بازگو می‌کند. حتی زئوس قدرتمند نیز از قدرت‌های دخترش آفرودیت در امان نبود، زیرا زئوس روابط عاشقانه زیادی با زنان فانی داشت. زئوس تصمیم گرفت به آفرودیت طعم داروی خود را بچشد و آفرودیت را عاشق مردی فانی (آنخیسس) کرد و او را به عنوان یک خدا در نظر او نشان داد.
زئوس اشتیاق به آنخیسس را در دل الهه نهاد و به محض اینکه او را در حال مراقبت از گاوهایش دید، شور و اشتیاق قلب او را فرا گرفت. او به معبد خود در پافوس در قبرس رفت و در آنجا مسح شد و آماده شد. هنگامی که به کوه آیدا رسید، آنخیسس را یافت که از او ترسیده بود. او پرسید که آیا او یک الهه است یا یک نیمف (پری). آفرودیت دروغ گفت و ادعا کرد که او یک فانی است و هرمس به او گفته‌است که همسر قانونی آنخیسس خواهد بود.
آنخیسس و آفرودیت با هم خوابیدند، و صبح، او شکل واقعی خود را برای او آشکار کرد. آنخیسس وحشت کرد و متوجه شد که او با یک الهه بوده‌است. با این حال، آفرودیت به او اطمینان داد و به او گفت که نیازی به ترس نیست.
نه از من و نه از سعادتمندان دیگر آسیبی نخواهی دید، زیرا خدایان تو را دوست دارند.

شما پسر عزیزی خواهید داشت که در میان تروجان‌ها حکومت خواهد کرد و فرزندان او برای همیشه به دنیا خواهند آمد.

آئنیاس نام او خواهد بود. (سرودهای هومری: سرود آفرودیت، ۱۹۴–۱۹۷)
آفرودیت به آنخیسس گفت که نیمف‌های کوهستانی پسرشان را بزرگ می‌کنند و زمانی که او به سن معینی رسید او را نزد پدرش می‌آوردند که قرار بود به مردم بگوید مادر پسرش یک نیمف است. او به او هشدار داد که اگر او حقیقت را در مورد اصل و نسب پسرشان بگوید، زئوس خشمگین صاعقه ای به سوی او پرتاب خواهد کرد. همان‌طور که آفرودیت پیش‌بینی کرد، هنگامی که زئوس متوجه شد که آنخیسس پدر آئنیاس است، صاعقه ای به سوی او پرتاب کرد. اگر آفرودیت مداخله نمی‌کرد و صاعقه را به سمت پاهای او منحرف نمی‌کرد، آنخیسس می‌مرد. با این حال، شوک اعتصاب آنچیس را چنان ضعیف کرد که دیگر نتوانست راه برود.